# Mespelbrunn
Mespelbrunn est une commune allemande de Bavière, située dans l'arrondissement d'Aschaffenbourg et le district de Basse-Franconie.

## Géographie

Situation de Mespelbrunn (en rouge) dans la communauté administrative (en violet) et dans l'arrondissement d'Aschaffenbourg

Mespelbrunn est située dans le sud du massif du Spessart, à la limite avec l'arrondissement de Miltenberg, à 15 km au sud-est d'Aschaffenbourg. La commune fait partie de la communauté d'administration de Mespelbrunn dont le siège se trouve à Heimbuchenthal.
Communes limitrophes (en commençant par le nord et dans le sens des aiguilles d'une montre) : Bessenbach, Weibersbrunn, Heimbuchenthal et Sulzbach am Main.

## Histoire
Mespelbrunn s'est appelée jusqu'en 1938 Neudorf, c'est à ce moment que la commune a choisi le nom du château de Mespelbrunn.
Neudorf avait appartenu aux domaines de l'Électorat de Mayence et a rejoint le royaume de Bavière en 1814.
La commune de Hessenthal a fusionné avec Messelbrunn le 1er juillet 1972.

## Démographie
Village de Neudorf puis Messelbrunn :
| 1910 | 1933 | 1939 |
| ---- | ---- | ---- |
| 615  | 672  | 708  |

Commune de Messelbrunn dans ses limites actuelles :
| 1910 | 1933  | 1939  | 2003  | 2009  |
| ---- | ----- | ----- | ----- | ----- |
| 992  | 1 102 | 1 160 | 2 342 | 2 211 |

## Monuments

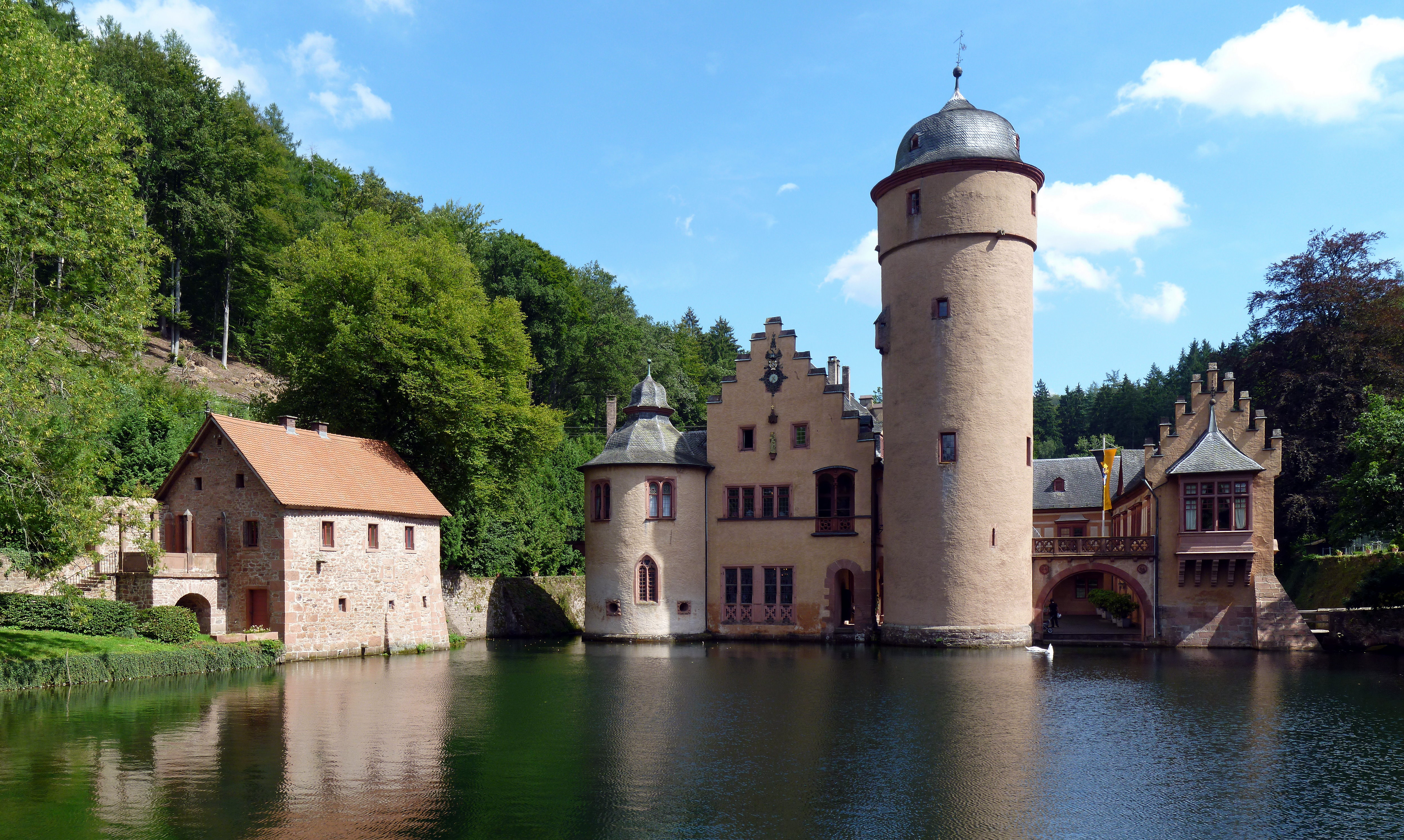
Le château de Mespelbrunn

L'église de Hessenthal

- Château de Mespelbrunn, Wasserburg (château entouré de fossés), de style Renaissance
- Église de pèlerinage (Wallfahrtskirche) marial de Hessenthal, édifiée par les comtes de Rieneck au XIIIe siècle, dans le style gothique. Cette église, lieu de sépulture de la famille Echter qui donna plusieurs intendants aux archevêques de Mayence, possède aussi deux sculptures sur bois de première importance :
  - une déposition de la croix de Tilman Riemenschneider
  - une Crucifixion de Hans Backoffen

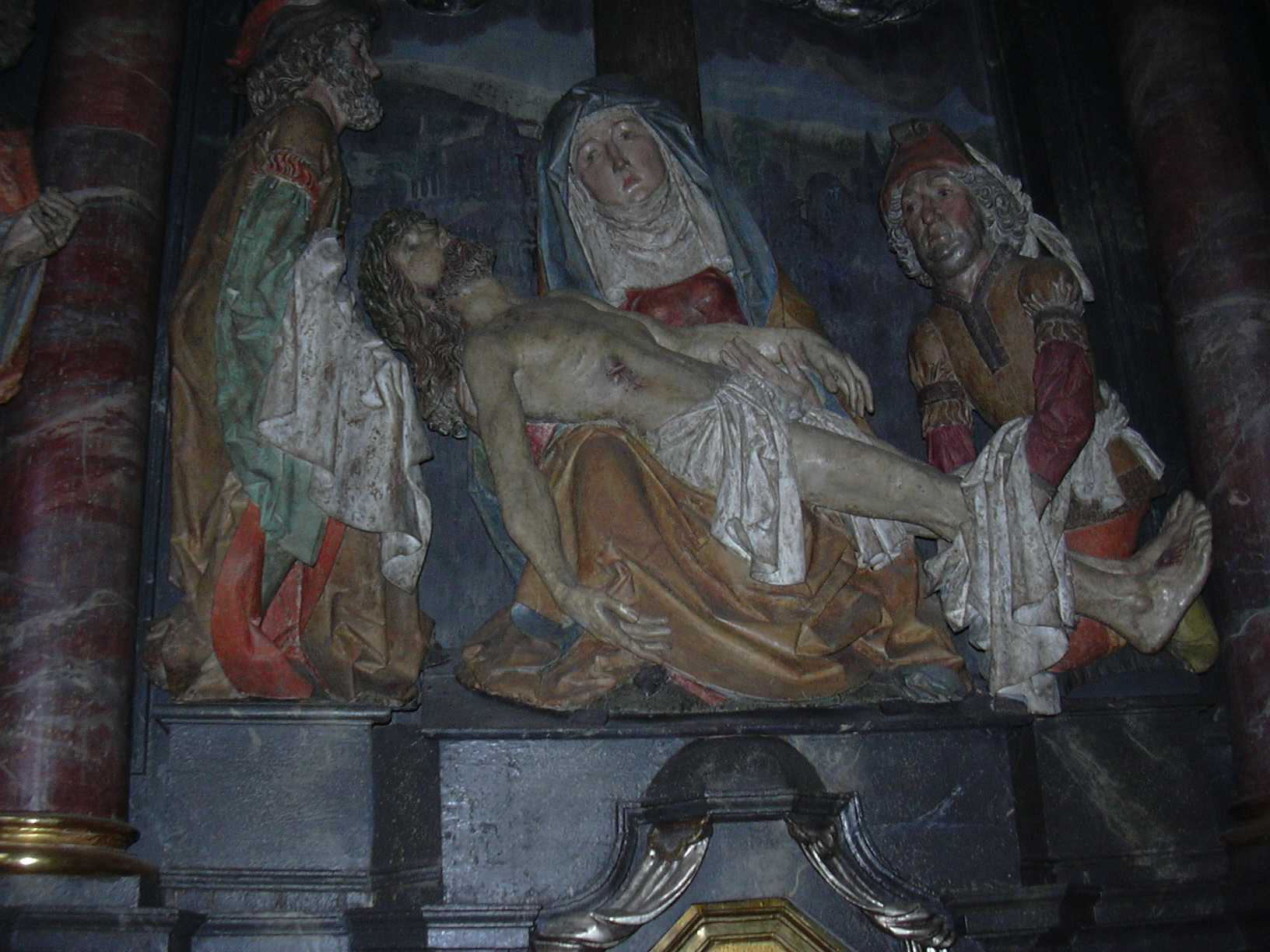
Déposition de la Croix

## Personnalités
- Jules Echter von Mespelbrunn, (1545-1617), prince-évêque de Wurtzbourg né à Mespelbrunn.
- Wilhelm Albert, (1898-1960), militaire né à Hessenthal.